# Mack V. Wright
Pour les articles homonymes, voir Wright.
Mack V. Wright est un acteur, réalisateur, scénariste et monteur américain, né le 9 mars 1894 à Princeton (Indiana), mort le 14 août 1965 à Boulder City (Nevada).

## Filmographie

### Comme acteur
- 1914 : The Master Key (en) de Robert Z. Leonard
- 1917 : The Bar Sinister
- 1919 : The Lion Man de John P. McCarthy : The Lion Man
- 1920 : Off His Trolley
- 1921 : Red Courage : Sam Waters
- 1921 : Brand of Courage
- 1922 : Perils of the Yukon de Jay Marchant, J. P. McGowan et Perry N. Vekroff : Lew Scully
- 1922 : Captain Kidd's Finish
- 1922 : The Trail of the Wolf
- 1923 : Single Handed : Milo
- 1923 : The Guilty Hand
- 1924 : Crossed Trails : Buck Sloman
- 1924 : Western Vengeance : Dick Sterling
- 1925 : Border Intrigue : Juan Verdigo
- 1925 : Blood and Steel : Devore Palmer
- 1925 : Riders of Mystery : Dan Blair
- 1925 : Moccasins : Robert Barlow
- 1925 : Border Justice : Angus Bland
- 1926 : Silver Fingers
- 1926 : Mistaken Orders : The Day Agent
- 1926 : The Open Switch
- 1928 : Silent Trail
- 1928 : Arizona Days (en) de J. P. McGowan : Black Bailey
- 1928 : West of Santa Fe
- 1928 : Manhattan Cowboy : Mack Murdock
- 1928 : Law of the Mounted
- 1929 : Headin' Westward : Slim McGee
- 1929 : Pioneers of the West : « Spike » Harkness
- 1929 : The Lone Horseman : Henchman
- 1930 : Hunted Men : Len
- 1930 : The Oklahoma Sheriff
- 1932 : Le Fantôme (Haunted Gold) : Henchman Mack
- 1934 : No More Women (en) : Pelican Crew Member
- 1934 : Randy Rides Alone : Deputy
- 1934 : Rainbow Riders : Henchman Hank
- 1934 : Name the Woman : Henchman
- 1934 : Mills of the Gods : Bit Role

### Comme réalisateur
- 1920 : Wolf Tracks (en)
- 1920 : Masked
- 1920 : Thieves' Clothes
- 1920 : The Broncho Kid
- 1920 : Red Hot Trail
- 1920 : The Great Round-Up
- 1920 : The Lone Ranger
- 1926 : Riding for Life
- 1932 : Le Fantôme (Haunted Gold)
- 1933 : Frères dans la mort (Somewhere in Sonora)
- 1933 : L'Homme de Monterey (The Man from Monterey)
- 1935 : Cappy Ricks Returns
- 1936 : Comin' 'Round the Mountain (en)
- 1936 : The Singing Cowboy (en)
- 1936 : La Ville fantôme (Winds of the Wasteland)
- 1936 : Zorro l'indomptable (The Vigilantes Are Coming)
- 1936 : Robinson Crusoe of Clipper Island
- 1936 : The Big Show
- 1936 : Roarin' Lead (en)
- 1937 : Riders of the Whistling Skull (en)
- 1937 : Hit the Saddle
- 1937 : Rootin' Tootin' Rhythm (en)
- 1937 : Range Defenders (en)
- 1938 : Bill Hickok le sauvage (The Great Adventures of Wild Bill Hickok)
- 1944 : Wells Fargo Days
- 1947 : The Sea Hound
- 1966 : Robinson Crusoe of Mystery Island (TV)

### comme scénariste
- 1920 : Wolf Tracks
- 1928 : Arizona Days
- 1928 : West of Santa Fe

### comme monteur
- 1928 : Painted Trail
- 1928 : Trailin' Back
- 1928 : Trail Riders